# Place de la Comédie (film)
Pour les articles homonymes, voir Place de la Comédie.
 (juillet 2025).
Pour plus de détails, voir Fiche technique et Distribution.
Place de la Comédie est un film français de Auguste et Louis Lumière. Au sein du catalogue Lumière, ce court métrage appartient à la fois au genre documentaire. C’est un film tourné à Bordeaux en 1896. La Place de la comédie est devant le théâtre. Des gens et des voitures passent.

## Fiche technique
- Titre : Place de la comédie
- Réalisation : Auguste et Louis Lumière
- Pays : France
- Film muet
- Genre : documentaire
- Date de sortie : 1896